# Friedhof Niederrad
Koordinaten: 50° 5′ 9,6″ N, 8° 37′ 50,5″ O

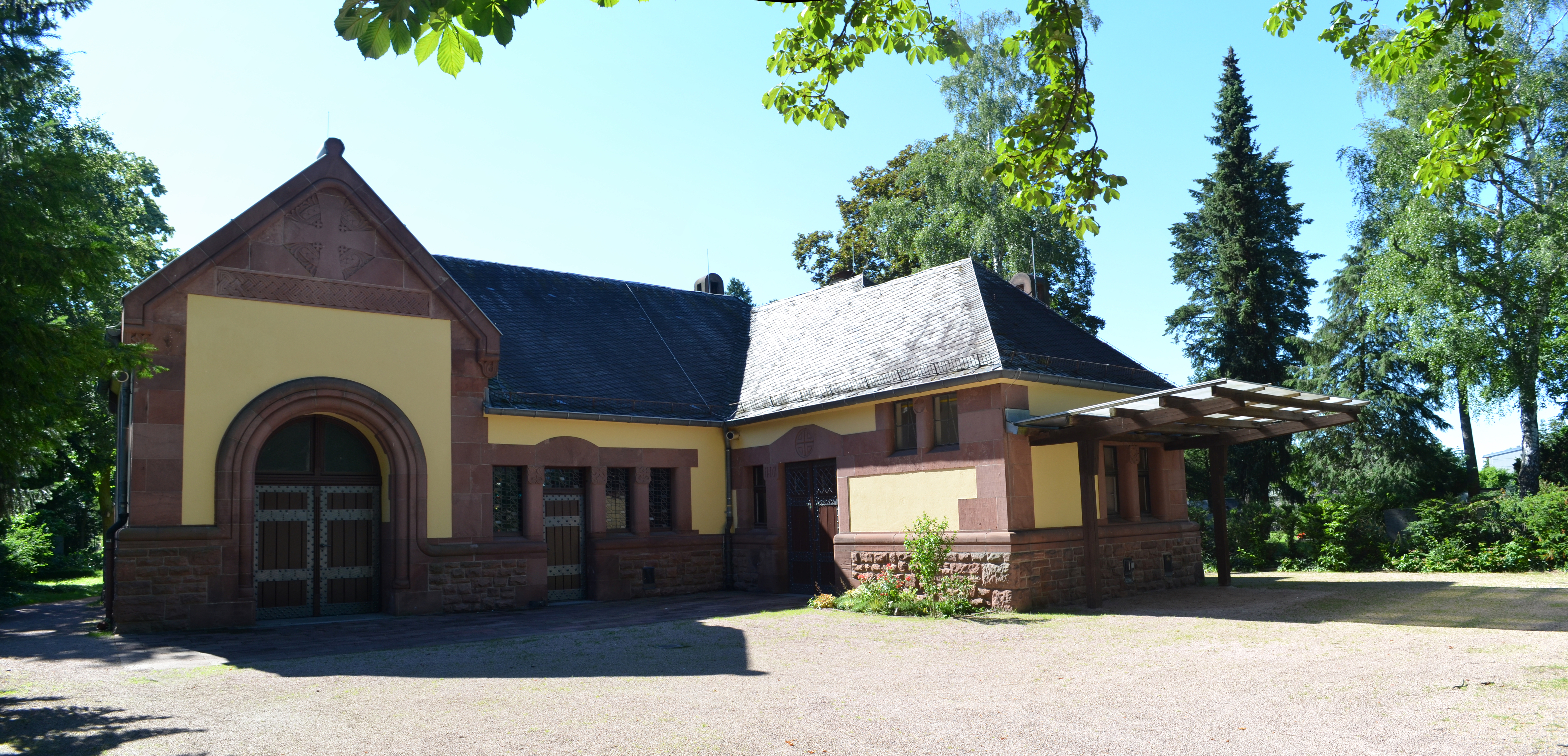
Friedhofskapelle

Der Friedhof Niederrad ist seit 1881 der Friedhof des heutigen Stadtteils von Frankfurt am Main, Niederrad. Er liegt an der Hahnstraße 14.

## Geschichte
Auch die Bewohner des Dorfes Niederrad begruben ihre Toten ursprünglich auf dem Kirchhof. Neben der Paul-Gerhard-Kirche sind noch zwei Grabsteine erhalten.

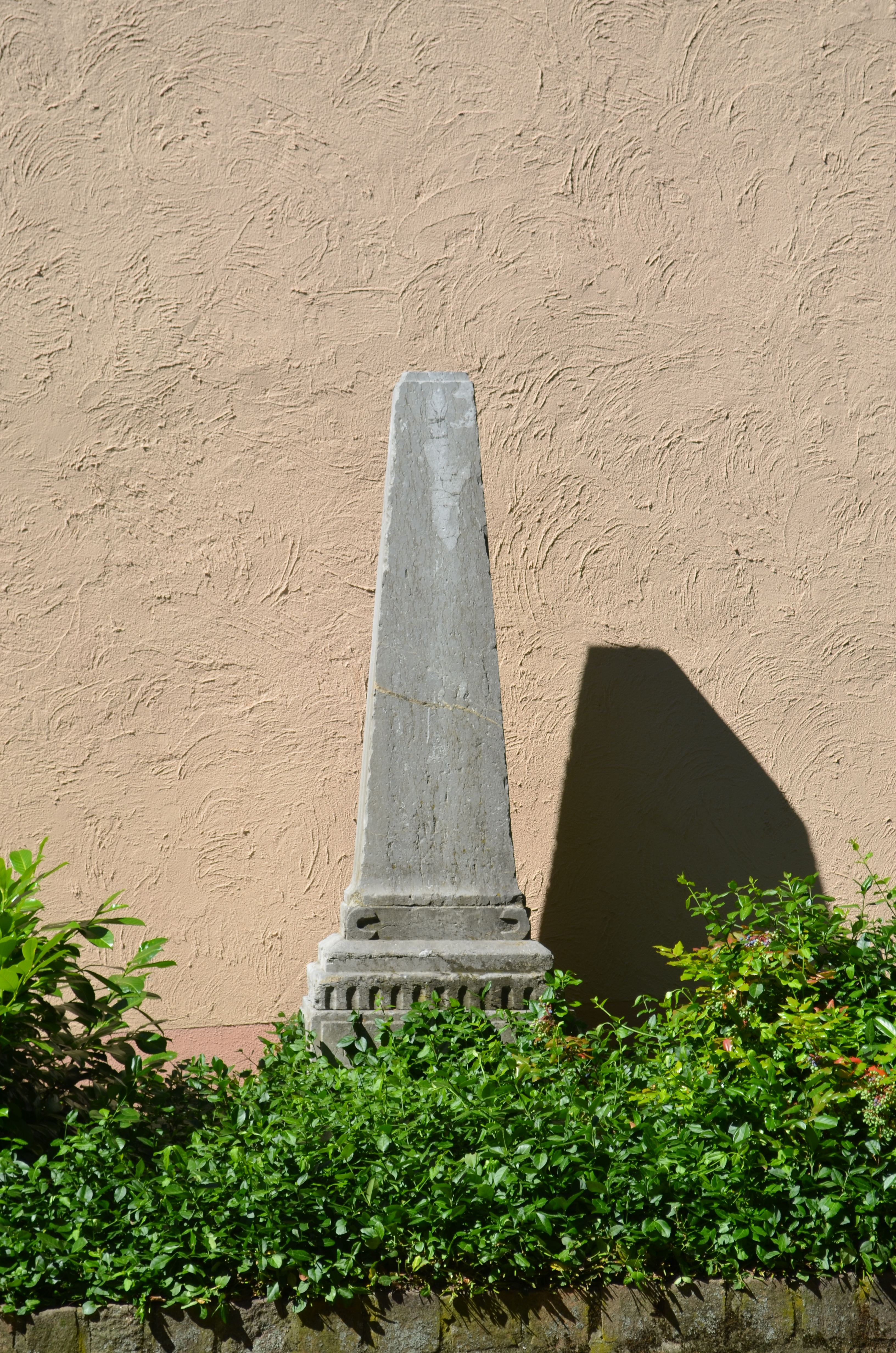
Grabstein an der Paul-Gerhard-Kirche
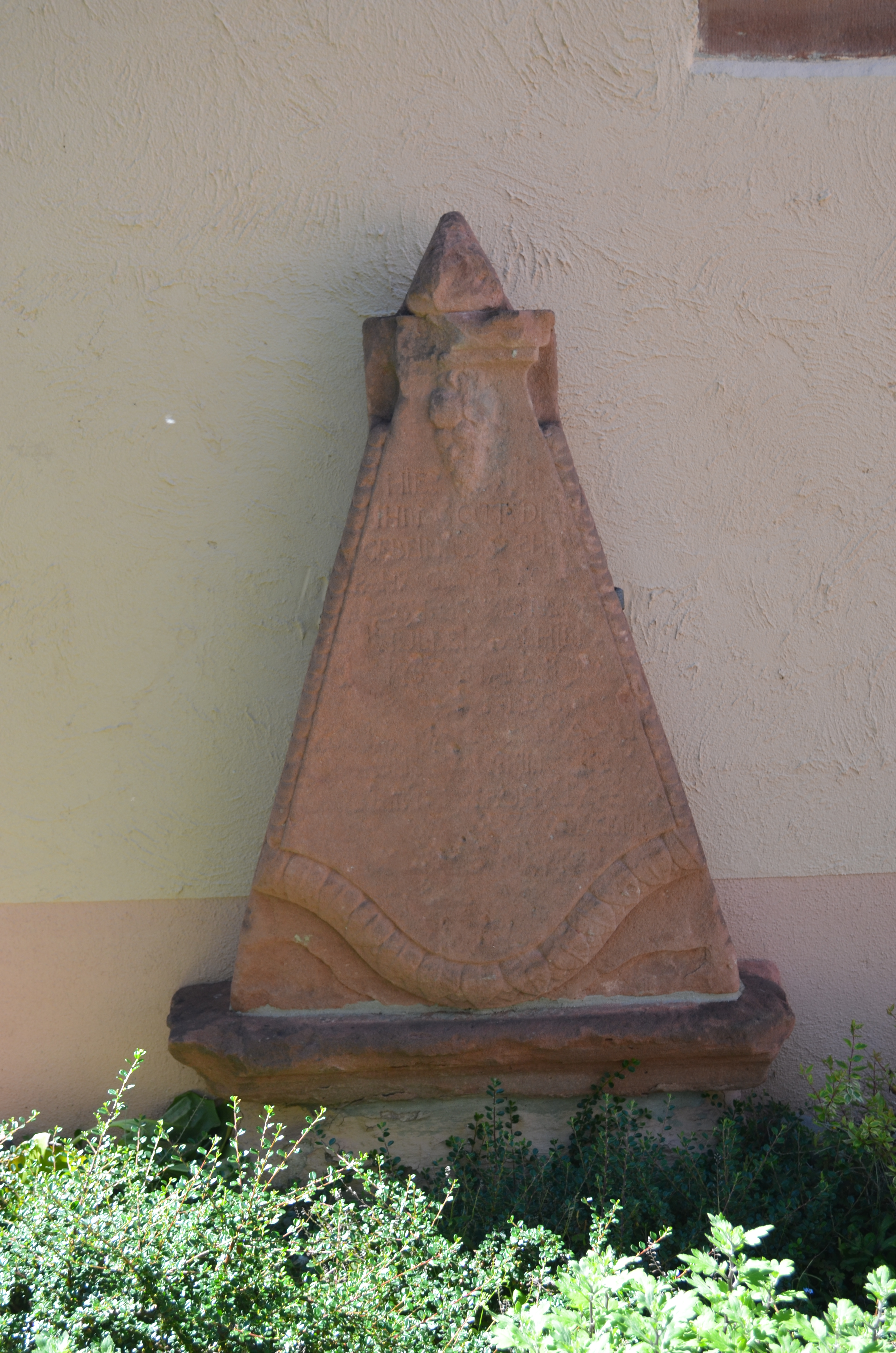
Grabstein an der Paul-Gerhard-Kirche

1861 wurde ein erster moderner Friedhof am heutigen Haardtwaldplatz eingerichtet. Heute ist die Fläche Kinderspielplatz. Vom alten Friedhof ist die Mauer und vier Grabsteine aus den Jahren 1815, 1851 und 1871 an der Mauer erhalten und stehen unter Denkmalschutz.

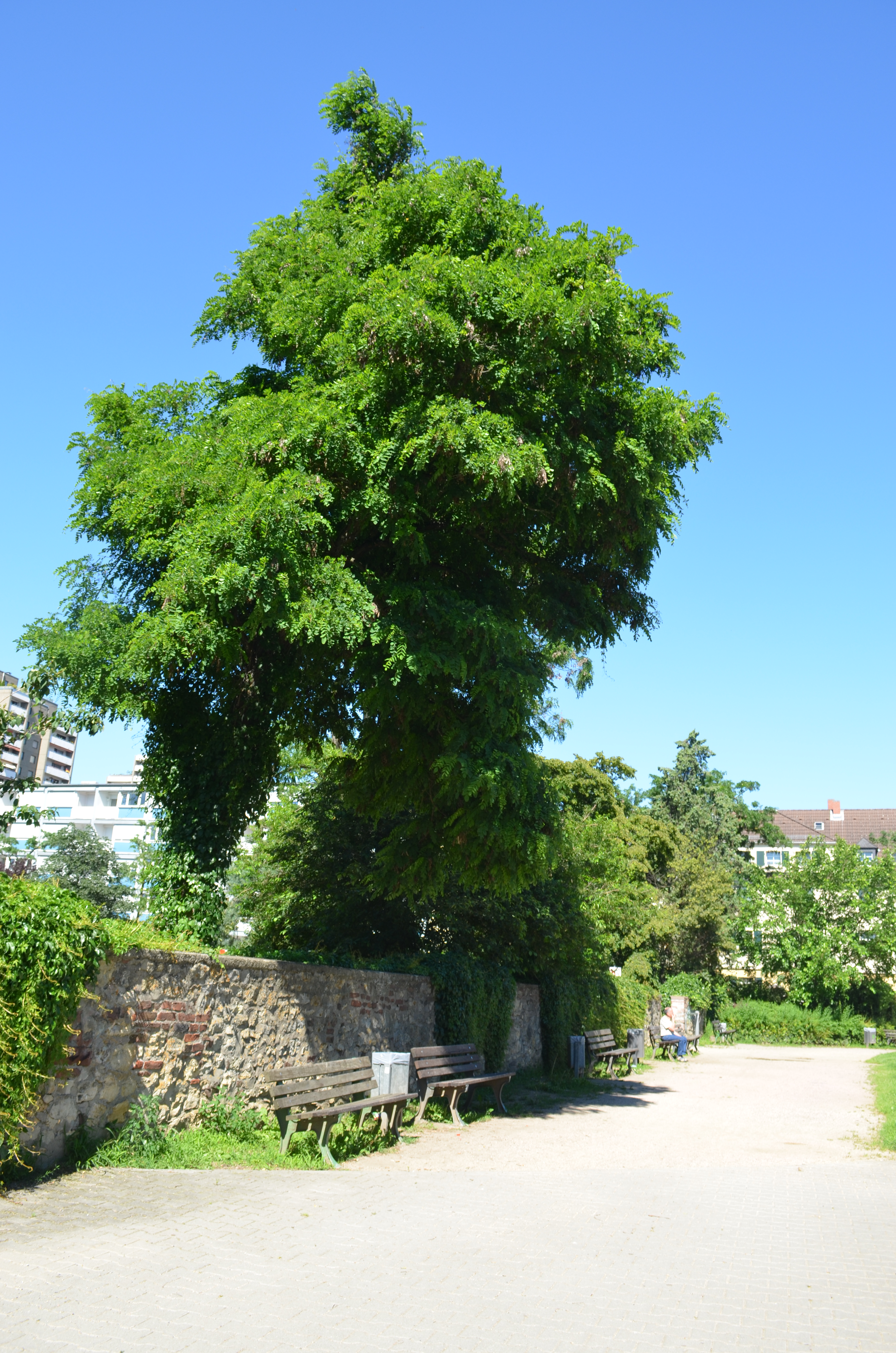
Mauer des alten Friedhofs
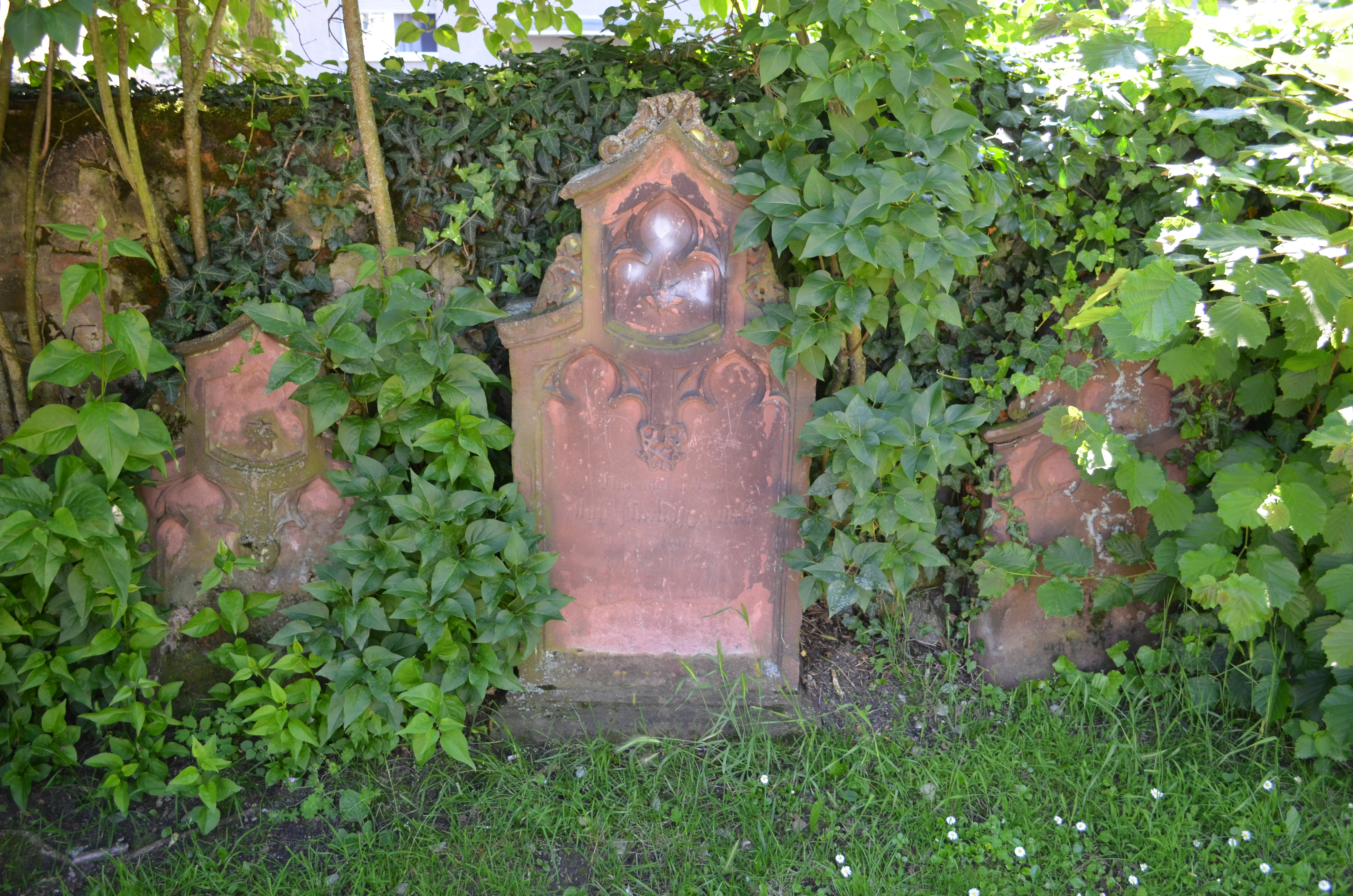
Grabstein an der Mauer des alten Friedhofs
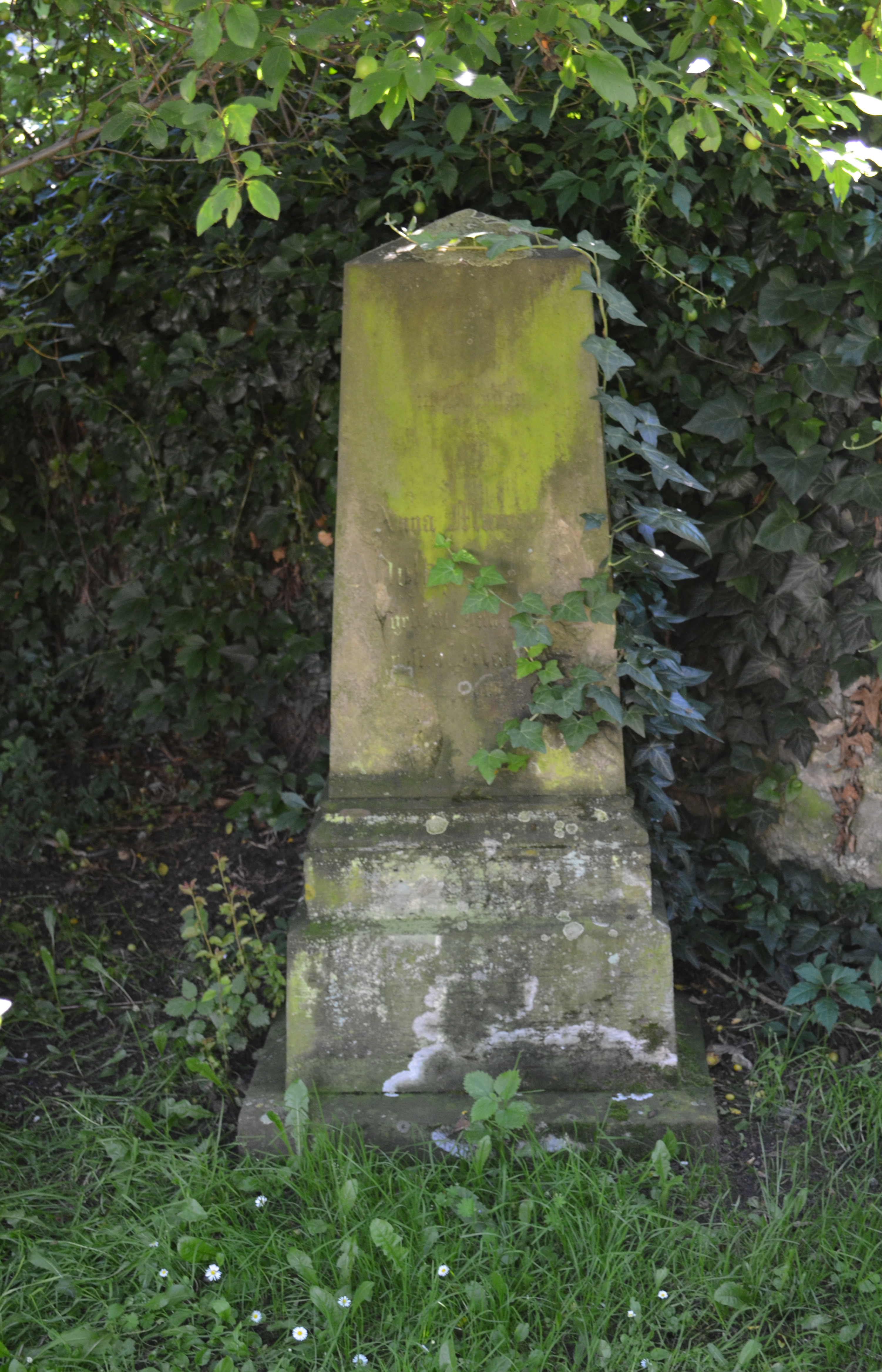
Grabstein an der Mauer des alten Friedhofs
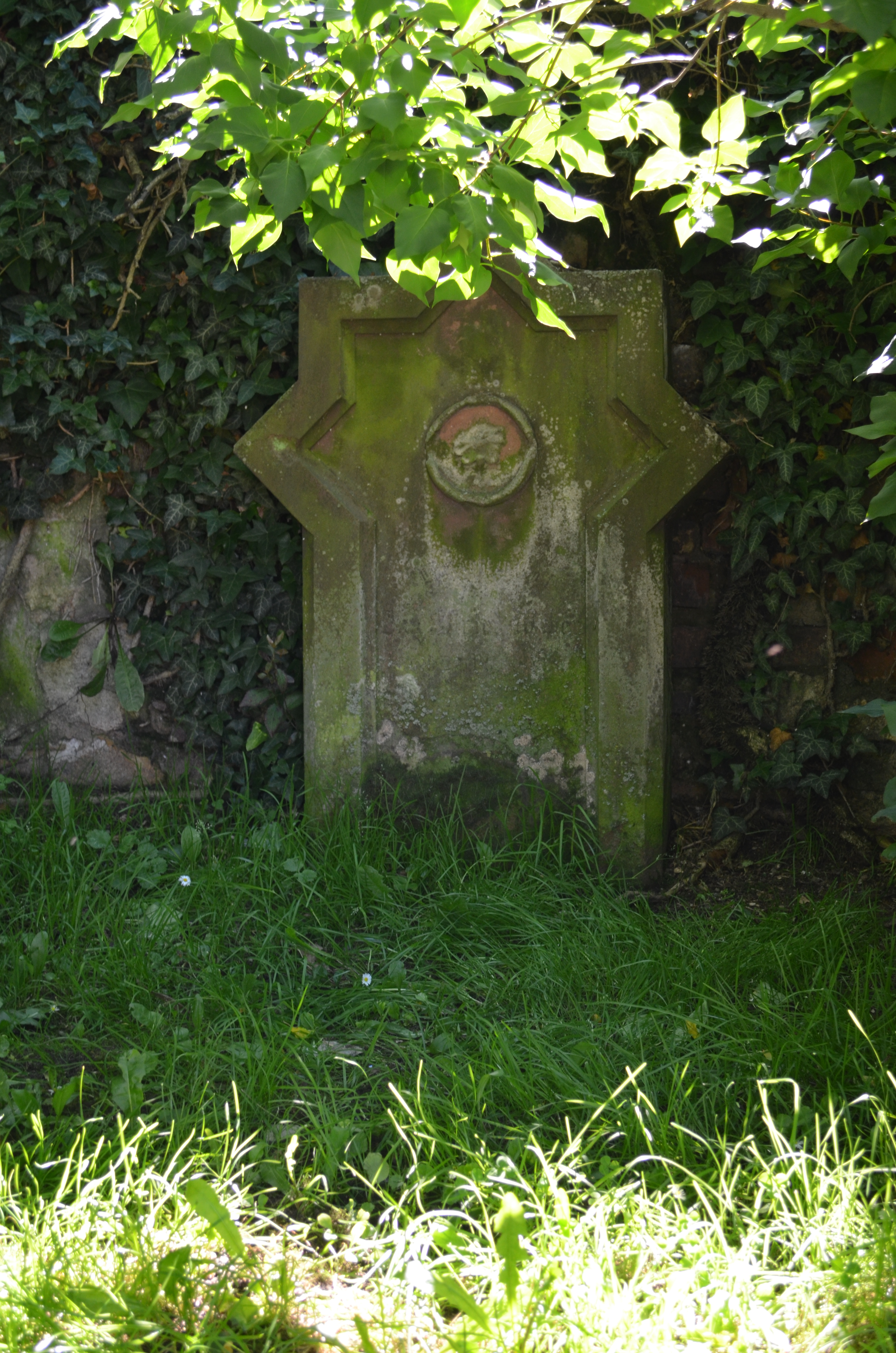
Grabstein an der Mauer des alten Friedhofs
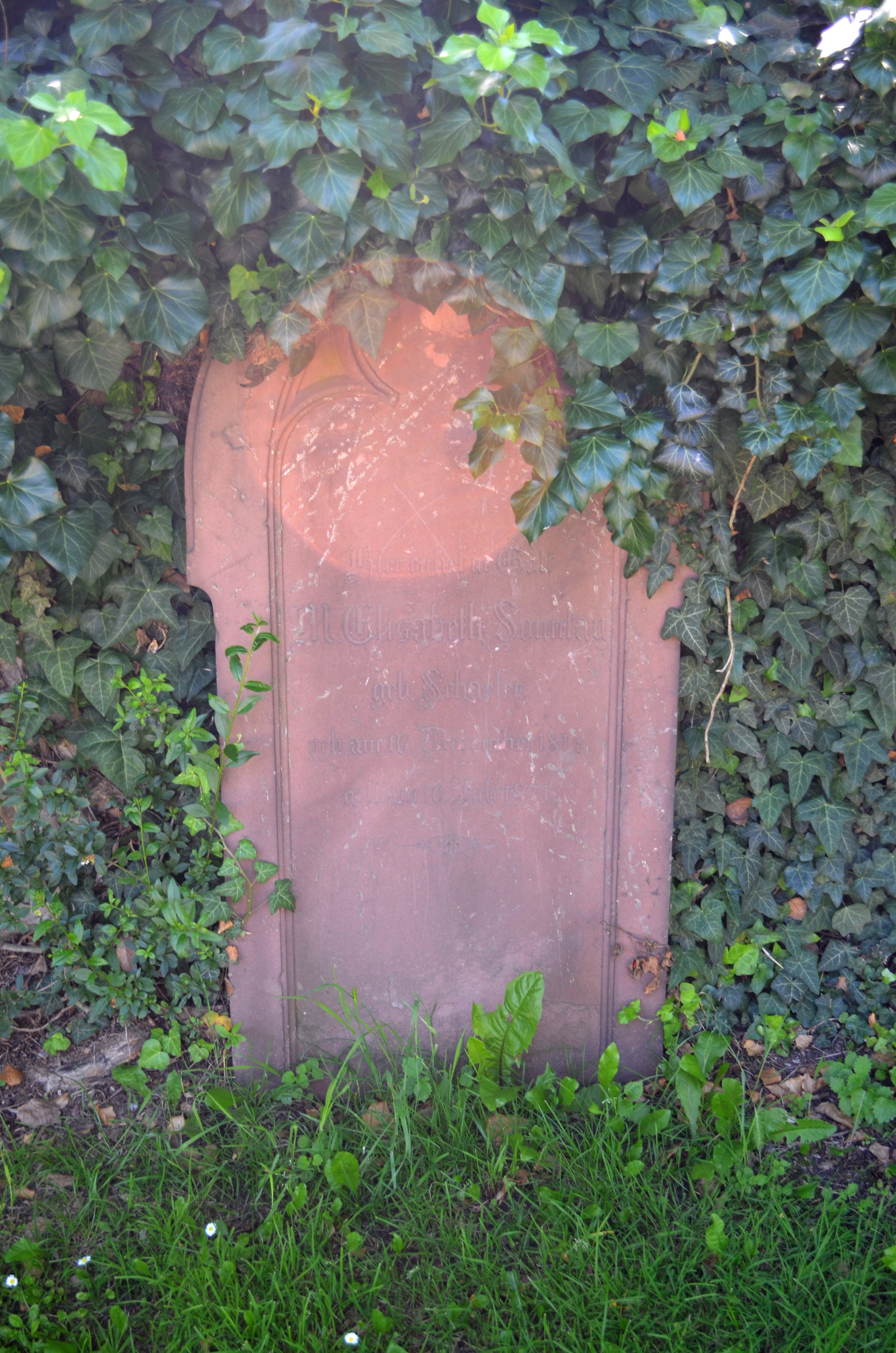
Grabstein an der Mauer des alten Friedhofs

Da dieser Friedhof zu klein wurde, wurde 1881 der heutige Friedhof an der Hahnstraße, jenseits der Eisenbahnlinie angelegt. Er ist 4,6 Hektar groß und umfasst 4.100 Gräber.
Die neoromanische Friedhofskapelle von 1901 auf L-förmigem Grundriss inmitten des neuen Friedhofs verfügt über 45 Sitzplätze und steht unter Denkmalschutz.
Zwei Denkmäler auf dem Friedhof erinnern an die Gefallenen der Kriege.

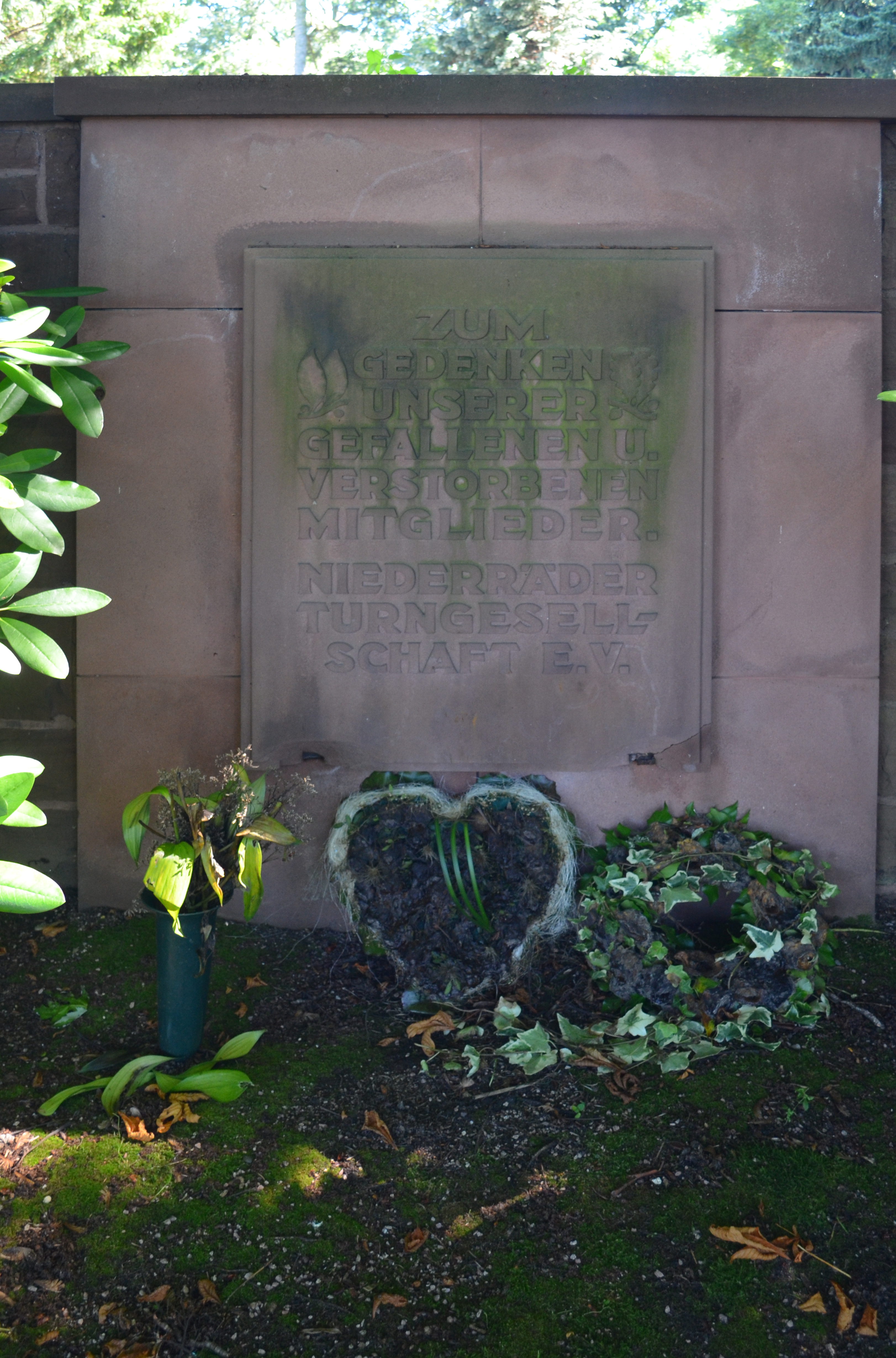
Gefallenendenkmal der Turngesellschaft
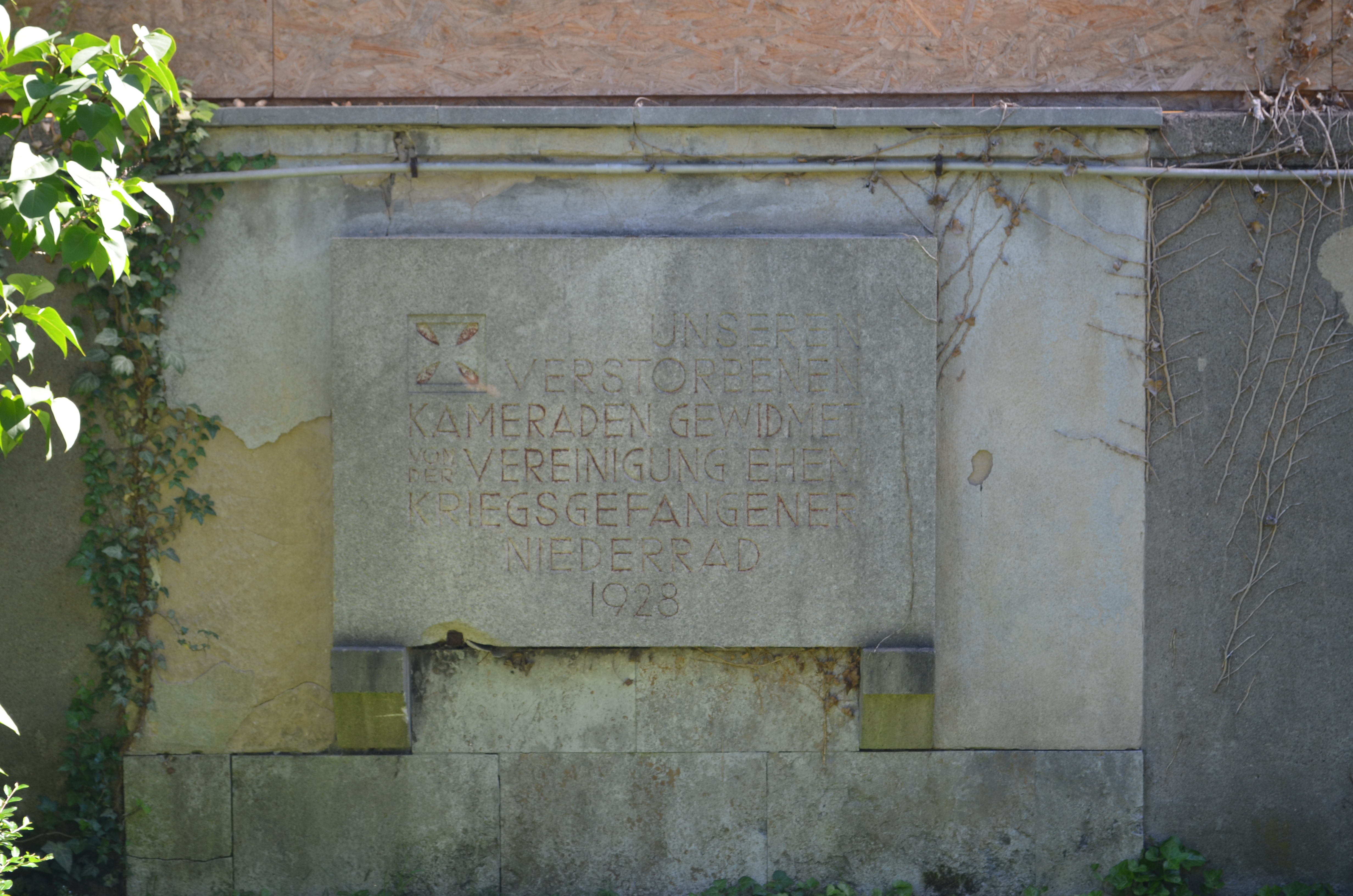
Gefallenendenkmal des Kriegsgefangenenvereins

## Liste der denkmalgeschützten Gräber auf dem Friedhof
| Bild | Gewann        | Name(n)                                                 | Jahr                              | Steinmetz                                    | Beschreibung |
| ---- | ------------- | ------------------------------------------------------- | --------------------------------- | -------------------------------------------- | --- |
|      | AdM 7-9       | Wissenbach-Ostmann                                      | 1901                              | 0                                            | Neoklassizistische Ädikula aus schwarzem Granit, von breiten Schriftstelen umrahmt.                                                                                               |
|      | AdM 22-23     | Scribe                                                  | 1892                              | 0                                            | Schlichte Wandplatte in Form eines aufgeschlagenen Buches. |
|      | AdM 54-56     | Schroth                                                 | 1899                              | 0                                            | Dreiteilige Wandstele mit zentraler Sandstein-Ädikula. Die eingelassenen Schrifttafeln sind aus poliertem schwarzen Granit. Im Bogengiebel befindet sich das Relief eines Engels. |
|      | AdM 64-65     | Winterstein                                             | 1900                              | 0                                            | Kreuz aus schwarzem Marmor. Der Sockel besteht aus schwarzem Granit. |
|      | AdM 72-74     | Weidemann                                               | 1901                              | 0                                            | Ädikula im Stil der Neurenaissance aus poliertem schwarzen Granit. Im Tympanon des Giebels befindet sich ein Relief eines Engels.                                                 |
| 0    | A 7           | Kiel                                                    | 1925                              | F. Hofmeister                                | Ädikulaartige Stele aus poliertem schwarzen Syenit. Im Bogenfeld befindet sich ein Relief einer Trauerweide.                                                                      |
|      | A 8           | Burkard                                                 | 1925                              | Luft und Stang                               | Kreuz aus poliertem schwarzen schwedischen Granit. Darauf ein in Zinkguß ausgeführter Christus.                                                                                   |
|      | A 30-31       | Pfeiffer                                                | 1932                              | E. C. Klucken                                | Rundbogige Stele aus gestocktem Diabas. Bronzerelief zweier musizierender Engel unter einem Lebensbaum (auf dem Photo aus dem Jahr 2016 fehlt dieses Relief).                     |
|      | A 90          | Kiel-Moog                                               | 1929                              | F. Hofmeister                                | Dreiteilige Stele aus geschliffenem Diabas mit zentralem aus dem Stein geschlagenen Kruzifix.                                                                                     |
| 0    | A 121         | Münz                                                    | 1928                              | Heinrich Stang                               | Einfache Muschelkalstele mit eingehauener Schrift. |
|      | A 144         | Bastian                                                 | 1930                              | F. Hofmeister                                | Stele aus dunklem Diabas, gerahmt durch zwei Säulen aus dem gleichen Material. Zentral ein Relief einer trauernden Familie aus Galvanobronze.                                     |
| 0    | A 48 UG       | Zwicky                                                  | 1928                              | Heinrich Stang                               | Urnenstele aus geschliffenem Syenit. |
| 0    | A 49 UG       | Göttenauer                                              | 1928                              | Heinrich Stang                               | Urnenstele aus geschliffenem Syenit. |
|      | B adM 143-145 | Münch                                                   | 1928                              | F. Hofmeister                                | Aufwändiges Wanddenkmal aus schwarzem Granit. Beherrschend ist die zentrale Figur einer Trauernden.                                                                               |
|      | B adM 157-159 | Marx                                                    | 1906                              | F. Hofmeister                                | Dreiteilige Wandstele aus gestocktem schwarzen Granit. Auffällig ist die zentrale runde Stele aus poliertem schwarzen Granit.                                                     |
|      | B adM 163-165 | Merkel                                                  | 1905                              | 0                                            | Neoklassizistische Marmor-Ädikula, in der Nische ein Porträtrelief. |
|      | B adM 174-176 | Angst                                                   | 1886, 1905 (Kreuze), 1897 (Stele) | F. Hofmeister (Kreuze), Gebr. Wagner (Stele) | Zwei Kreuze und eine Stele vor gequaderter Wand. |
|      | B 13          | Belz                                                    | 1907                              | Belz                                         | Schmiedeeisernes Kreuz (sig. Belz) auf gestocktem Granitsockel. |
|      | B 16-17       | Kröber                                                  | 1908                              | Nau & Mahr                                   | Kreuz aus poliertem schwarzen Granit. |
|      | B 19-20       | Balz                                                    | 1908                              | F. Hofmeister                                | Säulenstumpf, geschmückt mit einem Rosenzweig. |
|      | B 21-22       | Doderer                                                 | 1909                              | Nau & Mahr                                   | Obelisk auf kubischem Sockel aus schwarzem polierten Granit |
|      | B 33-34       | Schneider                                               | 1911                              | Nau & Mahr                                   | Dreiteilige Stele aus poliertem Granit. Die Mitte wird durch eine aus der Flucht herausragenden Blumenschale betont                                                               |
|      | B 24-25       | Schud-Gross                                             | 1910                              | Nau & Mahr                                   | Ädikula aus poliertem und gestockten Granit. Im Giebelfeld befindet sich ein Zweigornament.                                                                                       |
|      | B 48-49       | Hofmann-Ries                                            | 1911                              | F. Hofmeister                                | Ädikula im Stil der Neurenaissance aus poliertem schwarzen Granit. Im Giebelfeld befindet sich ein Bronzekranz.                                                                   |
|      | B 251-252     | Burkard                                                 | 1967                              | Emil Hub (Bildhauer)                         | Vollplastik einer Trauernden nach dem Vorbild antiker Athene-Statuen. |
|      | C 1           | Münch-Metzler                                           | 1931                              | Heinrich Stang                               | Stilisierte Ädikula mit frei eingestellter Schriftstele aus poliertem schwarzen schwedischen Granit                                                                               |
|      | C 2           | Holzhauer                                               | 1930                              | 0                                            | Stilisierte Ädikula mit frei eingestellter Schriftstele aus poliertem roten Granit                                                                                                |
|      | C 4           | Holzhauer                                               | 1927                              | 0                                            | Neoklassizistisches Grabdenkmal als Tempelfront aus Kalk-Kunststein |
|      | C 13a-14a     | Rapps-Kilian                                            | 1925                              | Luft&Stang                                   | Dreiteiliges Wanddenkmal aus Granit. Im Bogenfeld eine gravierte Vase mit Blütenzweigen, am Rand der Seitentafeln Blattwerksfriese                                                |
|      | C 94          | Baetz                                                   | 1918                              | F. Hofmeister                                | Säulenstele aus poliertem schwarzen Granit und eine Plastik eines kranzhebenden Putto aus Marmor                                                                                  |
| 0    | C 136-137     | Arnold                                                  | 1913                              | Gebr. Wagner                                 | Stele in Form eines gewachsenen Felsens aus Granit, daneben eine lebensgroße Plastik einer Trauernden des Bildhauers H. Pohlmann.                                                 |
|      | C 143-144     | Niedermann-Müller-Häußer                                | 1913                              | E. C. Klucken                                | Neoklassizistische Ädikula aus grauem Granit mit Bronzekranz im Giebelfeld. |
|      | C 207-208     | May                                                     | 1916                              | F. Hofmeister                                | Stele, darauf eine Urne aus poliertem roten Granit. |
|      | C 34-36       | Bräuninger                                              | 1922                              | F. Hofmeister                                | Neoklassizistische dreiteilige Stele. Über dem Schriftbild befindet sich das Relief eines trauernden Engels aus Galvanobronze.                                                    |
| 0    | D 37-39       | Well                                                    | 1922                              | 0                                            | Wandstele aus gestocktem Granit in reduzierten Formen einer Ädikula |
|      | D 70-73       | Katholische Kirchengemeinde                             | 1960                              | M. Schmidt Ww, Schwanheim                    | Das Grab des Pfarrers Walter Gelhard ist ein Kreuz aus Muschelkalk mit einem in Umrissen eingravierten Christus, der eine Trauernde segnet.                                       |
|      | D 78-79       | Biebel-Barth                                            | 1921                              | 0                                            | Zwei Kreuze aus Marmor auf Sockeln aus rotem Sandstein |
|      | D 127         | Ruhestätte der armen Dienstmägde Jesu Christi 1890–1906 | 0                                 | 0                                            | Kreuzstele aus Granit, darauf der Körper Christus aus Galvanobronze. |